# Трисомия по X-хромосоме
Трисомия по X-хромосоме — наследственное нарушение, обусловленное наличием дополнительной X хромосомы, является частным случаем анеуплоидии. В большинстве случаев носители дополнительной X-хромосомы — женщины без заметных признаков патологии, поэтому при медицинских исследованиях 90 % трисомиков по X-хромосоме остаются не выявленными.

## Проявления синдрома
Трисомия по X-хромосоме приводит к незначительному повышению внутриутробной смертности. Развитие может протекать с некоторыми нарушениями, могут возникнуть проблемы с координацией, моторикой и развитием речи. В некоторых случаях отмечен меньший размер головы (без заметного снижения умственных способностей). Трисомия по X-хромосоме не приводит к значительным нарушениям фертильности, в большинстве случаев проявляется только в незначительно более ранней менструации.

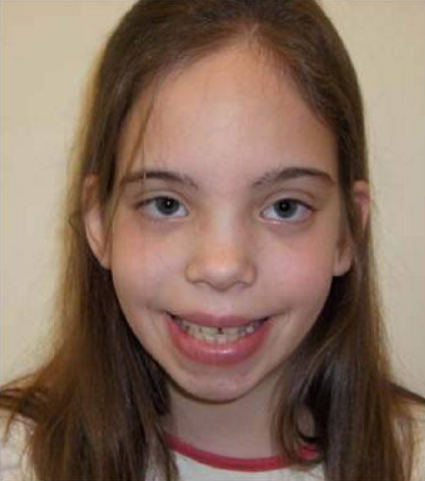
Увеличенное расстояние между глазами у 9-летней девочки с трисомией X
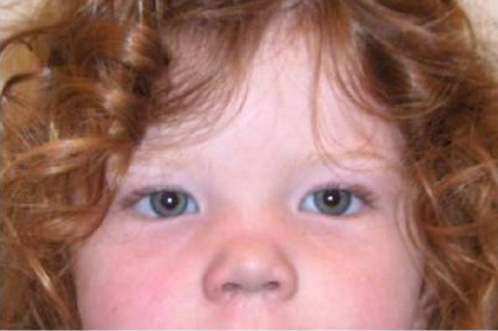
Эпикантальные складки и увеличение расстояния между глазами у 2-летней девочки с трисомией X
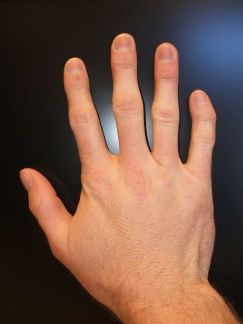
Тип кривизны пальца, часто наблюдаемый при синдроме тройного X

## Частота
Частота трисомии X составляет примерно 1:1000 девочек.
Выявление трисомии по X-хромосоме затруднено, так как в большинстве случаев это здоровые женщины без каких-либо заметных признаков патологии.